# اسماعیل‌آباد (خفر)
اسماعیل‌آباد، روستایی در دهستان سفیدار بخش مرکزی شهرستان خفر در استان فارس ایران است. این روستا، مرکز دهستان سفیدار است.

## جمعیت
بر پایه سرشماری عمومی نفوس و مسکن در سال ۱۳۹۵، جمعیت این روستا برابر با ۱۶۵ نفر (۶۷ خانوار) بوده است.